# Phobay Kutu-Akoi
Phobay Kutu-Akoi (Monrovia, 3 dicembre 1987) è un'ex velocista liberiana.
Ha rappresentato la Liberia ai Giochi olimpici di Londra 2012, occasione in cui è stata portabandiera durante la cerimonia d'apertura della manifestazione.

## Palmarès
| Anno | Manifestazione     | Sede       | Evento      | Risultato  | Prestazione | Note             |
| ---- | ------------------ | ---------- | ----------- | ---------- | ----------- | ---------------- |
| 2010 | Africani           | Nairobi    | 100 m piani | Semifinale | 12"10       |                  |
| 2011 | Giochi panafricani | Maputo     | 100 m piani | Semifinale | 11"88       |                  |
| 2011 | Mondiali           | Taegu      | 100 m piani | Batteria   | 11"60       |                  |
| 2012 | Africani           | Porto-Novo | 100 m piani | Finale     | dns         |                  |
| 2012 | Africani           | Porto-Novo | 200 m piani | Semifinale | dns         |                  |
| 2012 | Africani           | Porto-Novo | 4x400 m     | 5ª         | 3'33"24     | Record nazionale |
| 2012 | Giochi olimpici    | Londra     | 100 m piani | Batteria   | 11"52       |                  |
| 2016 | Mondiali indoor    | Portland   | 60 m piani  | Batteria   | 7"56        |                  |